# Castelnou
Castelnou (em aragonês: Casterló ou Castenló) é um município da Espanha na província de Teruel, comunidade autónoma de Aragão. Tem 37,1 km² de área e em 2021 tinha 120 habitantes (densidade: 3,2 hab./km²).

## Demografia
| Variação demográfica do município entre 1991 e 2004 | Variação demográfica do município entre 1991 e 2004 | Variação demográfica do município entre 1991 e 2004 | Variação demográfica do município entre 1991 e 2004 |
| --------------------------------------------------- | --------------------------------------------------- | --------------------------------------------------- | --------------------------------------------------- |
| 1991                                                | 1996                                                | 2001                                                | 2004                                                |
| 123                                                 | 106                                                 | 109                                                 | 109                                                 |